# John H. Secondari
John H. Secondari (Roma, 1º novembre 1919 – New York, 8 febbraio 1975) è stato un giornalista, scrittore e produttore televisivo italiano naturalizzato statunitense.
Dal suo romanzo Coins in the Fountain (Monete nella fontana, 1952) fu tratto nel 1954 il film Tre soldi nella fontana di Jean Negulesco, vincitore poi dell'Oscar 1955 alla migliore fotografia e dell'Oscar 1955 alla migliore canzone; il romanzo ebbe altri due adattamenti: la Twentieth Century-Fox nel 1964 produsse il film Mentre Adamo dorme; un terzo adattamento per la tv, Coins in the Fountain, fu prodotto nel 1990. 
Egli proseguì scrivendo per Playhouse 90 e fu fondatore e capo del Washington Bureau, e fu corrispondente per l'American Broadcasting Company presso la Casa Bianca. Nel 1963 produsse le serie televisive ABC Saga of Western Man, ottenendo una nomination al Premio Emmy e il riconoscimento del Peabody Award.

## Biografia
John H. Secondari nacque a Roma nel 1919. Nel maggio 1924 emigrò con sua madre sul piroscafo S.S. Providence, partito da Napoli, negli Stati Uniti, giungendo il 4 giugno al porto di New York, dove essi furono immediatamente trattenuti a Ellis Island essendo "fuori quota". Essi furono rilasciati l'11 giugno e si sistemarono a Framingham, nel Massachusetts. Secondo la lista dei passeggeri, John Secondari era nato a Roma. Egli fu inviato dal padre , Epaminonda Secondari, l'ultimo membro fondatore sopravvissuto dell'American College of Cardiology. 
John Secondari ottenne un diploma di Bachelor of Arts dalla Fordham University nel 1939 e un Master of Science in giornalismo alla Columbia University nel 1940. Nel 1941 si arruolò nell'Esercito degli Stati Uniti e comandò un'unità corazzata di ricognizione durante la seconda guerra mondiale in Francia, Germania e Austria e fu congedato con onore nel 1946, col grado di capitano.
Secondari nel 1948 sposò Rita Hume, che tuttavia morì in un incidente d'auto a Maiorca, in Spagna. La coppia ebbe un figlio, John Gerry. Nel 1961, John H. sposò Helen Jean Rogers, con la quale co-produsse la Saga of Western Man. Essi ebbero una figlia, Linda Helen. Secondari diede inizio alla propria compagnia di produzione nel 1969. Morì per un infarto miocardico acuto all'età di 55 anni a New York.

## Filmografia
- Goodyear Television Playhouse (1951)
- Three Coins in the Fountain (1954)
- The Alcoa Hour - (1957, Hostages to Fortune)
- Open Hearing (1957)
- Saga of Western Man (1963)
- Mentre Adamo dorme (1964, The Pleasure Seekers)
- Christ Is Born (1967)
- The Ellis Island Experience (1969)
- Coins in the Fountain (1990)

## Opere
- Tre soldi nella fontana (Coins in the Fountain, 1952), traduzione di Gabriella Magrini, Milano, Lippincott, Baldini e Castoldi, 1955.
- Temptation for a King, Lippincott, 1954.
- Spinner of the Dream, Little, Brown, 1955.